# Zapowiedź apelacji
Zapowiedź apelacji – pozaustawowe, lecz powszechnie używane (zwłaszcza przez adwokatów) określenie pisemnego wniosku o sporządzenie uzasadnienia wyroku i doręczenie wyroku wraz z uzasadnieniem (w postępowaniu karnym) i żądania sporządzenia uzasadnienia (w postępowaniu cywilnym). Taki wniosek lub żądanie z reguły poprzedza  zainicjowanie procedury apelacyjnej.

## Podmioty uprawnione
Wniosek (żądanie) może złożyć strona postępowania, a w jej imieniu – pełnomocnik. W postępowaniu karnym – również obrońca (w imieniu oskarżonego), podmiot zobowiązany do zwrotu korzyści, uzyskanej w warunkach art. 52 k.k., a w wypadku wyroku warunkowo umarzającego postępowanie wydanego na posiedzeniu także pokrzywdzony.
W postępowaniu karnym, w razie stwierdzenia, że wniosek został złożony przez osobę nieuprawnioną prezes sądu wyda zarządzenie o odmowie przyjęcia tego wniosku. Na zarządzenie to służy zażalenie.

## Wymogi formalne pisma
Wniosek (żądanie) musi spełniać ogólne wymogi pisma procesowego, tzn. zawierać oznaczenie sądu, do którego jest skierowane, sprawy, której dotyczy, oznaczenie i adres podmiotu wnoszącego, treść wniosku (nie ma potrzeby uzasadniać go w jakikolwiek sposób), datę a także podpis sporządzającego wniosek (żądanie).

## Termin
Wniosek (żądanie) musi zostać złożony w terminie zawitym 7 dni od ogłoszenia wyroku. Jednakże w postępowaniu karnym dla oskarżonego pozbawionego wolności, który nie był obecny przy ogłoszeniu wyroku i nie miał obrońcy, bieg tego terminu rozpoczyna się od dnia doręczenia mu tego wyroku. W postępowaniu cywilnym analogicznie regulacja ma zastosowanie do strony, która ze względu na pozbawienie wolności nie była obecna przy ogłoszeniu wyroku i nie miała pełnomocnika.
W postępowaniu karnym, w razie stwierdzenia, że wniosek został złożony po terminie, prezes sądu wyda zarządzenie o odmowie przyjęcia tego wniosku. Na zarządzenie to służy zażalenie. W postępowaniu cywilnym żądanie spóźnione sąd odrzuca na posiedzeniu niejawnym.

## Droga alternatywna
Złożenie wniosku (żądania) nie jest obowiązkowe. W postępowaniu karnym podmiot uprawniony może w terminie do złożenia wniosku od razu wnieść apelację (aczkolwiek w praktyce jest to rzadkie). W takim wypadku powstają wszystkie skutki złożenia wniosku, a dodatkowo w ciągu 14 dni od sporządzenia uzasadnienia możliwe jest uzupełnienie apelacji. W postępowaniu cywilnym apelację można wnieść w ciągu 14 dni od upływu terminu do złożenia żądania.